# Trialestes romeri
Trialestes romeri è un rettile estinto, appartenente ai crocodilomorfi. Visse nel Triassico superiore (Carnico, circa 235 - 225 milioni di anni fa) e i suoi resti fossili sono stati ritrovati in Sudamerica.

## Descrizione
Questo animale era di dimensioni medio - piccole, e la lunghezza non doveva superare il metro e mezzo. Il cranio era lungo circa 20 centimetri, e possedeva una dentatura dotata di lunghi denti aguzzi e ricurvi, mentre le orbite e le finestre antorbitali erano grandi. I fossili comprendono numerose ossa sparse, che permettono tuttavia di ricostruire un animale dalla corporatura leggera, dotato di zampe allungate. Le zampe anteriori erano lunghe quasi quanto le posteriori; i carpali erano molto lunghi e si suppone che fosse un animale digitigrado. Alcune caratteristiche richiamavano i dinosauri: era ben sviluppata la cresta iliaca sopra l'acetabolo, e la testa del femore era piegata all'interno, a suggerire una postura pienamente eretta. L'articolazione della caviglia aveva una configurazione mesotarsale e il piede possedeva tre dita funzionali. Anche le ossa del braccio richiamavano quelle dei dinosauri, mentre i centri vertebrali possedevano superfici laterali scavate, probabilmente per ospitare sacchi aeriferi simili a quelli degli uccelli.

## Classificazione
Questo animale venne descritto inizialmente nel 1963 da Osvaldo Reig, che ne descrisse i resti fossili rinvenuti nella formazione di Ischigualasto, nella provincia di San Juan in Argentina, e lì denominò Triassolestes romeri ("ladro triassico di Romer"). Il nome generico, però, era già stato utilizzato in precedenza; fu quindi José Bonaparte nel 1982 a cambiare il nome in Trialestes.
Questo animale è noto per un esemplare incompleto (l'olotipo) e altri esemplari attribuiti. È stato attribuito agli sfenosuchi, un gruppo di arcosauri triassici vicini all'origine dei coccodrilli, anche se spesso è stato incluso in una famiglia a sé stante (Trialestidae). Parte del materiale attribuito a Trialestes, tuttavia, potrebbe appartenere a un dinosauro primitivo (Irmis et al., 2013). L'esemplare tipo (PVL 2561) mostra tuttavia caratteristiche inconfondibili da crocodilomorfo. Anche un altro esemplare (PVL 3889), che condivide alcune autapomorfie con l'olotipo, è attribuibile allo stesso taxon.